# Russell (adelssläkt)
Russell [ra'sl], är en engelsk adelssläkt från Dorset, vars anor av äldre genealoger säkerligen med orätt förts upp till en av Vilhelm Erövrarens följeslagare. Släktens äldste med visshet kände stamfader var köpmannen Henry Russell i Weymouth, som 1425-1442 företrädde sin hemstad i underhuset; sannolikt var släktens äldsta medlemmar i England ditflyttade vinhandlare från Gascogne.
Henrys sonsons son John Russell, 1:e earl av Bedford blev peer 1539 och earl av Bedford 1550; de förläningar av indragna kloster- och adelsgods han erhöll av Henrik VIII lade grund till släktens stora rikedomar. Med hans sonsons sonson William Russell, 5:e earl och 1:e hertig av Bedford erhöll släktens huvudman 1694 titeln hertig av Bedford (huvudmannens äldste son bär sedan dess titeln markis av Tavistock). I det politiska livet har släkten Russell ständigt intagit en framskjuten plats bland whigaristokratin.

## Kända medlemmar av släkten Russel
- Bertrand Russell, 3:e earl Russell, brittisk filosof
- Lord John Russell, 1:e earl Russell, brittisk premiärminister
- Edward Russell, 1:e earl av Orford, förste amiralitetslord under Vilhelm III